# Agnosco stilum Romanae ecclesiae
Agnosco stilum Romanae ecclesiae o anche Agnosco stilum Curiae romanae, frase latina: alla lettera riconosco lo stile della Chiesa Romana, ma anche con un gioco di parole riconosco il pugnale della Chiesa Romana.

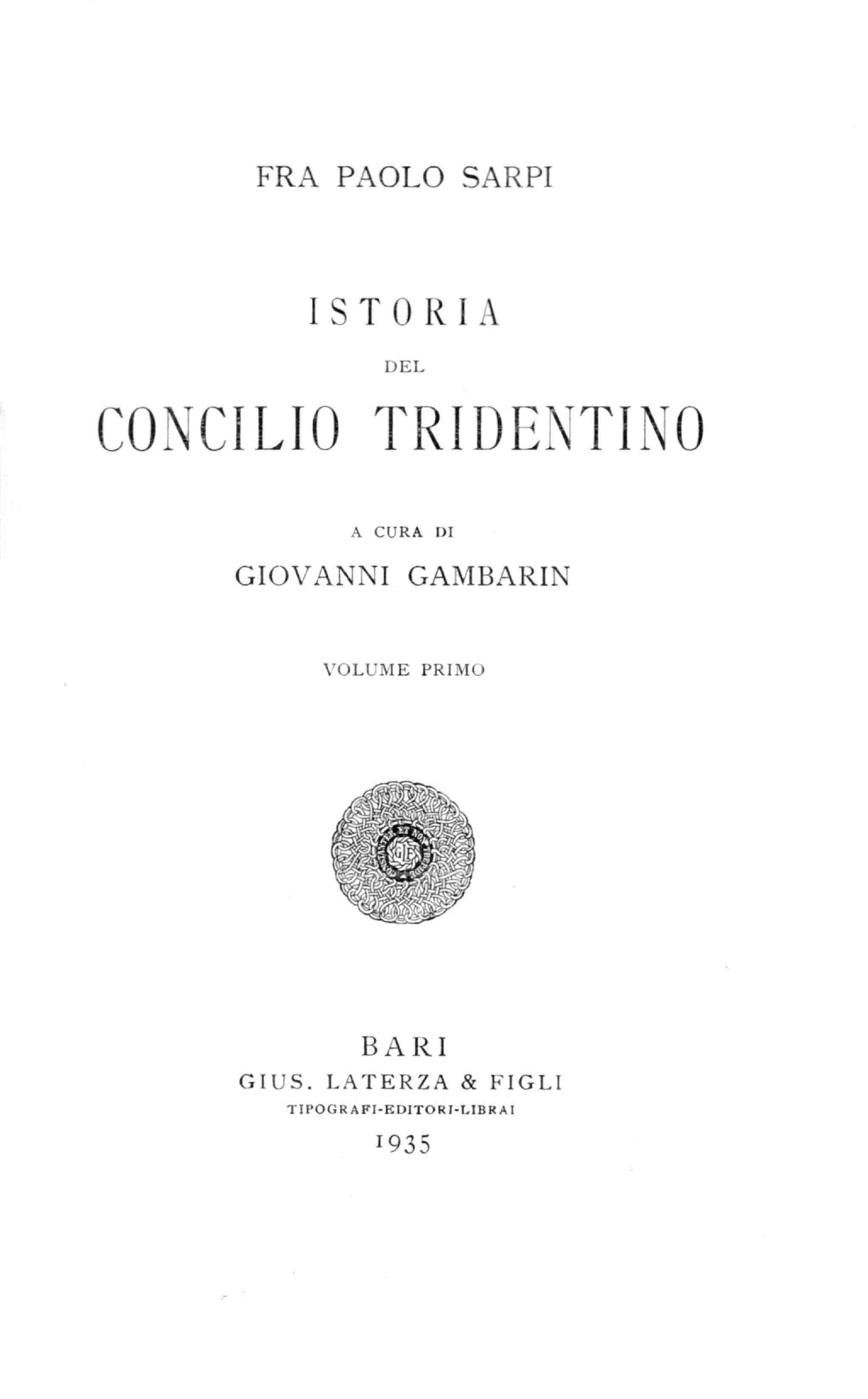
Paolo Sarpi, Istoria del Concilio tridentino, 1935

Fu infatti sicuramente fra' Paolo Sarpi a usare il gioco di parole in occasione dell'attentato subito nel 1607 e attribuito a sicari inviati dalla Curia romana.
Stilus, infatti, significa non solo lo stile letterario, ma anche un oggetto appuntito per scrivere ed anche un palo aguzzo di fortificazione dell'accampamento nonché il pugnale - da cui l'italiano stiletto.
È stato attribuito anche a Palmiro Togliatti in risposta a pesanti accuse da ambienti vaticani, e non mancano le citazioni parlamentari.